# Ernest Urtasun

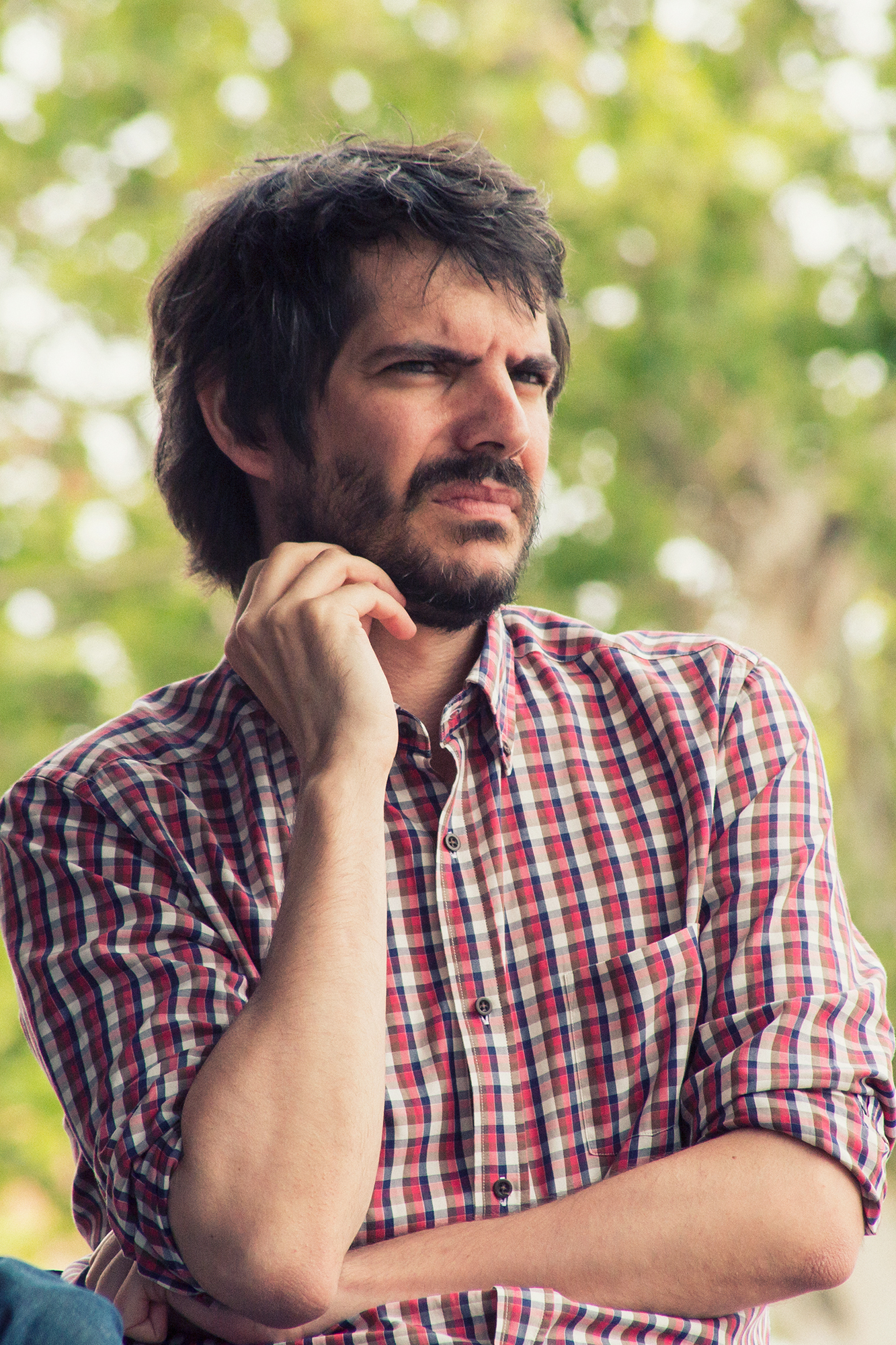
Ernest Urtasun (2015)

Ernest Urtasun Domènech (* 27. Januar 1982 in Barcelona) ist ein spanischer Wirtschaftswissenschaftler, ehemaliger Diplomat und Politiker (Iniciativa per Catalunya Verds). Von 2014 bis 2023 war er Mitglied des Europäischen Parlaments. Seit 2023 ist er Minister für Kultur im Kabinett Sánchez III.

## Leben

### Ausbildung und Beruf
Urtasun studiert Wirtschaftswissenschaften an der Autonomen Universität in Barcelona. Dem schloss er eine Postgraduierung in Internationale Beziehungen an der Universität Barcelona an.
Von 2004 bis 2008 arbeitete Urtasun als Assistent für den katalanischen Europaabgeordneten Raül Romeva. 2009 trat er in den diplomatischen Dienst Spaniens ein, wobei er im Ministerium für auswärtige Angelegenheiten und Entwicklung arbeitete. 2011 war er als Berater des Generalsekretärs der Union für das Mittelmeer tätig.

### Politik

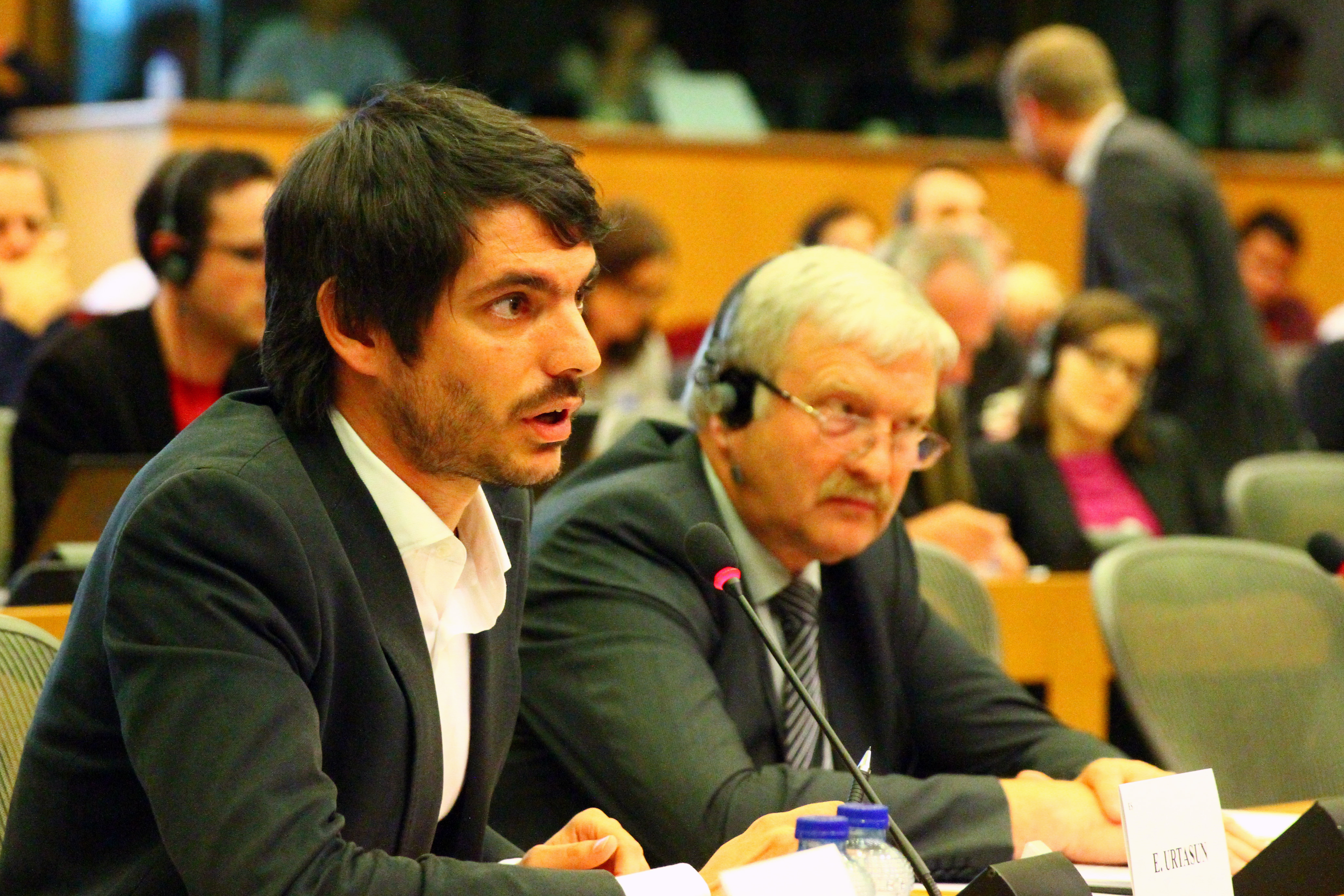
Ernest Urtasun (links) neben Bronis Ropė im Europäischen Parlament

Seit seinem 16. Lebensjahr ist Urtasun Mitglied der grünen katalanischen Partei ICV, zunächst war er in der linksgrünen Parteijugend (Joves d'esquerra verda) aktiv. Für die Lokalwahlen in Barcelona kandidierte er 2003 und 2007. Zum ersten Mal kandidierte er für die Europawahl im Jahre 2004, jedoch auf dem 28. Platz der Listenverbindung Izquierda Unida, die mit gut 4,15 Prozent nur zwei Sitze errang. Ab 2007 koordinierte er die internationalen Beziehungen seiner Partei und damit auch deren Beitritt zur Europäischen Grünen Partei.
Bei der Europawahl 2009 kandidierte er auf Platz 33 der Listenverbindung Izquierda Unida, die wiederum nur zwei Sitze gewann. Für die Europawahl 2014 trat er als Spitzenkandidat seiner Partei und als dritter auf der gemeinsamen Listenverbindung La Izquierda Plural an. Mit 10,03 Prozent errang die Listenverbindung sechs Mandate, sodass Urtasun in das Europaparlament einzog und Mitglied der Fraktion der Grünen / Europäische Freie Allianz wurde. Er vertrat die Fraktion im Ausschuss für Wirtschaft und Währung sowie im Ausschuss für die Rechte der Frau und die Gleichstellung der Geschlechter. Stellvertreter war er im Ausschuss für auswärtige Angelegenheiten.
Für die Europawahl 2019 kandidierte Urtasun erneut: Seine Partei schloss sich der Listenverbindung Unidas Podemos cambiar Europa / Unides Podem canviar Europa an, auf der auch Kandidatinnen und Kandidaten der Parteien Podemos und Izquierda Unida antraten. Urtasun kandidierte auf dem dritten Listenplatz. Die Listenverbindung gewann 10,05 Prozent und damit sechs der 59 spanischen Mandate, darunter auch Urtasun. Er trat erneut der Fraktion Die Grünen/EFA bei, in deren konstituierender Sitzung er zu einem der sieben stellvertretenden Fraktionsvorsitzenden gewählt wurde. Wie in der vorherigen Legislatur war er für seine Fraktion Mitglied im Ausschuss für Wirtschaft und Währung sowie im Ausschuss für die Rechte der Frau und die Gleichstellung der Geschlechter. Er war ebenso wieder Stellvertreter im Ausschuss für auswärtige Angelegenheiten.
Im Vorfeld der Wahl des Präsidenten der EU-Kommissionspräsidenten gehörte Urtasun zum interfraktionellen Verhandlungsteam der Fraktion, um ein gemeinsames Arbeitsprogramm für das Europaparlament zu erarbeiten. Zusammen mit der Fraktionskollegin Terry Reintke verhandelte er für die Fraktion die Themen Migration, Grenzen, und Rechtsstaat.
Nach der Parlamentswahl in Spanien 2023 wurde er im Kabinett Sánchez III im November 2023 Minister für Kultur. Im Zuge dessen legte er sein Mandat im Europaparlament nieder. Für ihn rückte Esther Sanz Selva nach.